# Jean Arrateig
 (signalé en août 2025).
Si vous disposez d'ouvrages ou d'articles de référence ou si vous connaissez des sites web de qualité traitant du thème abordé ici, merci de compléter l'article en donnant les références utiles à sa vérifiabilité et en les liant à la section « Notes et références ».
- Archive Wikiwix
- Bing
- Cairn
- DuckDuckGo
- E. Universalis
- Gallica
- Google
- G. Books
- G. News
- G. Scholar
- Persée
- Qwant
- (zh) Baidu
- (ru) Yandex
- (wd) trouver des œuvres sur Wikidata

Pas d'image ? Cliquez ici

a Compétitions nationales et continentales officielles uniquement.

Jean Arrateig, né le 22 décembre 1941 à Montauban, est un joueur français de rugby à XV et de rugby à XIII évoluant au poste de demi de mêlée ou de centre dans les années 1960 à 1970.
Sa première partie de carrière sportive est dévolue au rugby à XV, jouant avec succès au sein des clubs du F.C. Oloron puis de la Section paloise. En 1969, il change de code de rugby et joue au rugby à XIII en signant pour le R.C. Saint-Gaudens. Avec ce dernier, il prend part aux succès en Championnat de France avec un titre remporté en 1970, ainsi que la Coupe de France en 1973. En 1973, il finit sa carrière à Pau XIII.

## Palmarès
- Collectif :
  - Vainqueur du Championnat de France : 1970 (Saint-Gaudens).
  - Vainqueur de la Coupe de France : 1973 (Saint-Gaudens).
  - Finaliste du Championnat de France : 1971 et 1972 (Saint-Gaudens).

### Détails en club
| Saison    | Saison           | Championnat           | Championnat | Coupe           | Coupe      |
| Saison    | Saison           | Comp.                 | Class.      | Comp.           | Class.     |
| --------- | ---------------- | --------------------- | ----------- | --------------- | ---------- |
| 1969-1970 | RC Saint-Gaudens | Championnat de France | Vainqueur   | Coupe de France | 1/8 finale |
| 1970-1971 | RC Saint-Gaudens | Championnat de France | Finaliste   | Coupe de France | 1/4 finale |
| 1971-1972 | RC Saint-Gaudens | Championnat de France | Finaliste   | Coupe de France | 1/4 finale |
| 1972-1973 | RC Saint-Gaudens | Championnat de France | Barrage     | Coupe de France | Vainqueur  |